# 明尼通卡比奇 (明尼蘇達州)
明尼通卡比奇（英語：Minnetonka Beach）是一個位於美國明尼蘇達州亨內平縣的城市。

## 人口
根據2020年美國人口普查的數據，明尼通卡比奇的面積為3.98平方千米，當中陸地面積為1.21平方千米，而水域面積為2.77平方千米。當地共有人口546人，而人口密度為每平方千米137人。